# 萨尔莫拉尔
萨尔莫拉尔，是西班牙卡斯蒂利亚-莱昂萨拉曼卡省的一个市镇。 总面积23平方公里，总人口258人（2001年），人口密度11人/平方公里。